# 塩原の大山供養田植
塩原の大山供養田植（しおはらのだいせんくようたうえ）は、広島県庄原市（旧・東城町大字塩原）に伝わる民俗芸能の田楽。
太鼓や歌の囃子に合せて共同で田植えをし、併せて鳥取県にある名峰伯耆大山の牛馬守護信仰を背景に農作業で使った牛馬の供養も行う行事である。田植踊、牛馬供養、牛による田の代かき、太鼓と歌にあわせた田植と、翌日の大仙神社（多飯が辻山）へのお札納めで構成される。従来、田植の終わる時期に随時行われていたが 1985年（昭和60年）から塩原地区の石神社前の水田で 4年目毎の5月31日に公開されている。
楽器や歌で囃す田植は平安時代の『栄花物語』などにみられ、現在でも広島県西部の安芸地方では安芸のはやし田や壬生の花田植などが伝えられている。安芸のはやし田は、太鼓の打ち手が体をそらせたり互いにバチを投げ合って交換するなど華やかに行われるが、大山供養田植はそれらとは異なり太鼓を主とした囃子方は田の中には入らずあぜで囃し、農作業を効率的に行うために太鼓と歌で田植の調子を整えた実際的な田植を継承したもので、芸能的に華やかに展開する以前の田植の様子を示している。
2002年（平成14年）2月12日に国の重要無形民俗文化財に指定された。